# Врилисия
Врили́сия (греч. Βριλήσσια) — город в Греции, северный пригород Афин. Расположен на Афинской равнине на высоте 245 метров над уровнем моря у подножия Пенделикона, в 11 километрах к северо-востоку от центра Афины, площади Омониас, и в 15 километрах к северо-западу от международного аэропорта «Элефтериос Венизелос». Административный центр одноимённой общины (дима) (Δήμος Βριλησσίων) в периферийной единице Северных Афинах в периферии Аттике. Население — 30 741 житель по переписи 2011 года. Площадь — 3,856 квадратного километра. Плотность — 7972,25 человека на квадратный километр. Димархом на местных выборах 2014 года избран Ксенофон Маниатоиянис (Ξενοφών Μανιατογιάννης).
Расположен на северо-восточной окраине Афин. Это очень красивый город с большим количеством скверов, парков и небольшим лесным массивом недалеко от горы Пенделикона.
Граничит на севере с Пендели, на северо-востоке — с Палини, на юго-востоке — с Айия-Параскеви, на юго-западе — с Халандрионом, на северо-западе с Амарусионом.

## История
Пенделикон античные авторы называли Брилесс (др.-греч. Βριλησσός).
Поселение было основано в 1930-е годы для обеспечения участками безземельных крестьян. В 1949 году было создано сообщество Врилисия.

## Транспорт
По юго-западной окраине проходит автострада 6 «Аттика» и железнодорожная линия пригородных поездов со станциями «Пенделис» и «Дукисис-Плакендиас». Станция «Дукисис-Плакендиас» названа в честь Софи де Марбуа и является также станцией Линии 3 афинского метрополитена.

## Население
| Год  | Население, человек |
| ---- | ------------------ |
| 1991 | 16 521             |
| 2001 | 26 567             |
| 2011 | ↗ 30 741           |

## Города-побратимы
- Германия, Отвайлер
- Италия, Неаполь